# Оксфордское правописание
Оксфордское правописание — стандарт правописания, используемый издательством Оксфордского университета в британских изданиях, в том числе в Оксфордском английском словаре и влиятельном британском руководстве по стилю «Правила Харта», а также другими издателями, которые обращают внимание на этимологию, согласно Merriam-Webster.
Оксфордское правописание лучше всего известно тем, что в нём используется суффикс -ize в таких словах, как organize и recognize вместо окончания -ise, которое также используется в современном английском языке Великобритании. Правописание затрагивает примерно 200 глаголов и является более предпочтительным, потому что близко соответствует греческому корню -izo (-ιζω) и большей части глаголов на -ize. Кроме издательства Оксфордского университета, суффикс -ize используют такие издатели словарей, как Cassell, Collins и Longman. Оксфордское правописание используется во многих академических/научных журналах (например, Nature) и во многих международных организациях (например, ООН и его подразделениях). Оно охватывает академические, журнальные и технические публикации для международных читателей. В цифровых документах Оксфордское правописание может быть показано языковым тэгом Инженерного совета Интернета en-GB-oxendict (или ранее en-GB-oed).